# Norman Garwood
Pour les articles homonymes, voir Garwood.
Norman Garwood, né le 8 janvier 1946 à Birmingham (Royaume-Uni) et mort le 13 avril 2019, est un concepteur de production britannique.
Il a été nommé pour trois Oscars dans la catégorie Meilleure direction artistique.

## Filmographie (sélection)
- Bullshot, réalisé par Dick Clement (1983)
- Ouragan sur l'eau plate (Water), réalisé par Dick Clement (1985)
- Brazil, réalisé par Terry Gilliam (1985)
- Shadey, réalisé par Philip Saville (1985)
- Link, réalisé par Richard Franklin (1986)
- Princess Bride (The Princess Bride), réalisé par Rob Reiner (1987)
- Glory (Glory), réalisé par Edward Zwick (1989)
- Misery (Misery), réalisé par Rob Reiner (1990)
- Hook ou la Revanche du capitaine Crochet, réalisé par Steven Spielberg (1991)
- Les Mille et une vies d'Hector (Being Human), réalisé par Bill Forsyth (1994)
- L'Île aux pirates (Cutthroat Island), réalisé par Renny Harlin (1995)
- La Courtisane (Dangerous Beauty), réalisé par Marshall Herskovitz (1998)
- Perdu dans l'espace (Lost in Space), réalisé par Stephen Hopkins (1998)
- Haute Voltige (Entrapment), réalisé par Jon Amiel (1999)
- Rollerball, réalisé par John McTiernan (2002)
- Moi, Peter Sellers (The Life and Death of Peter Sellers), réalisé par Stephen Hopkins (2004)
- Ella au pays enchanté (Ella Enchanted), réalisé par Tommy O'Haver (2004)
- Basic Instinct 2, réalisé par Michael Caton-Jones (2006)
- Les Pirates ! Bons à rien, mauvais en tout (The Pirates! In an Adventure with Scientists!), réalisé par Peter Lord et Jeff Newitt (2012)

## Distinctions
Norman Garwood a été nommé pour trois Oscars pour la meilleure direction artistique dans :  
- 1986 : Brazil (1985)[2] (avec Maggie Gray)
- 1990 : Glory (1989)[3] (avec Garrett Lewis)
- 1992 : Hook ou la Revanche du capitaine Crochet (1991)[4] (avec Garrett Lewis)
- (en) Norman Garwood: Awards, sur l'Internet Movie Database